# دواريجان (مقاطعة دورود)
دواريجان (بالفارسية: دواریجان) هي قرية تقع في قسم سيلاخور الريفي (مقاطعة دورود) في إيران. يقدر عدد سكانها بـ 169 نسمة بحسب إحصاء 2016.